# صبحي نخلة (عزبة)
عزبة صبحي نخلة، عزبة تابعة لقرية الإبراهيمية بالوحدة المحلية لقرية شباس الملح، التابعة لمركز دسوق، التابع لمحافظة كفر الشيخ في جمهورية مصر العربية.